# Kemonotachi no Yoru/Rondo
"Kemonotachi no Yoru/RONDO" (獣たちの夜/RONDO) é o trigésimo oitavo single da banda japonesa de rock Buck-Tick, lançado em 22 de maio de 2019 pela gravadora Lingua Sounda. A canção "Rondo" é usada como tema de encerramento do anime GeGeGe no Kitarou a partir do episódio 50. Cube Juice, o projeto do produtor musical Nagao Shinichi, participa na faixa 3 com o remix de "Kemonotachi no Yoru". Uma versão diferente da faixa "Kemonotachi no Yoru" faz parte do álbum de 2020 Abracadabra.

## Recepção
Alcançou a quarta posição nas paradas da Oricon Singles Chart.

## Faixas
Todas as letras escritas por Atsushi Sakurai, todas as músicas compostas por Hisashi Imai.
| N.º            | Título                                                     | Duração |  |
| 1.             | "Kemonotachi no Yoru" (獣たちの夜)                         | 3:59    |  |
| 2.             | "Rondo"                                                    | 5:10    |  |
| 3.             | "Kemonotachi no Yoru -version of Cube Juice-" (獣たちの夜) | 4:06    |  |
| Duração total: | Duração total:                                             | 13:15   |  |

## Ficha técnica
- Atsushi Sakurai - vocal
- Hisashi Imai - guitarra solo
- Hidehiko "Hide" Hoshino - guitarra rítmica
- Yutaka "U-ta" Higuchi - baixo
- Toll Yagami - bateria

### Músicos adicionais
- Cube Juice (Nagao Shinichi) - remix na faixa 3